# Boulevard des Capucines
Boulevard des Capucines är en av de fyra stora boulevarder som löper öst-västligt genom Paris norra innerstad. Den är namngiven efter Kapucinorden som hade ett konvent utmed gatans södra sida fram till franska revolutionen. 

## Historia
I april 1874 hölls den första impressionist-utställningen i Félix Nadars fotoateljé på 35 Boulevard des Capucines. På utställningen deltog bland annat Auguste Renoir, Édouard Manet och Camille Pissarro. Claude Monet ställde ut tolv målningar, däribland Impression – Soluppgång, som givit konstriktningen dess namn, och Boulevard des Capucines.
På 14 Boulevard des Capucines på Grand Cafés biljardhall, Salon Indien, hölls den 28 december 1895 den första filmuppvisningen för en betalande publik. Det var bröderna Auguste och Louis Lumière som visade tio filmer, däribland Arbetarna lämnar Lumières fabrik i Lyon. För närvarande står Hotell Scribé på samma plats.

## Bilder

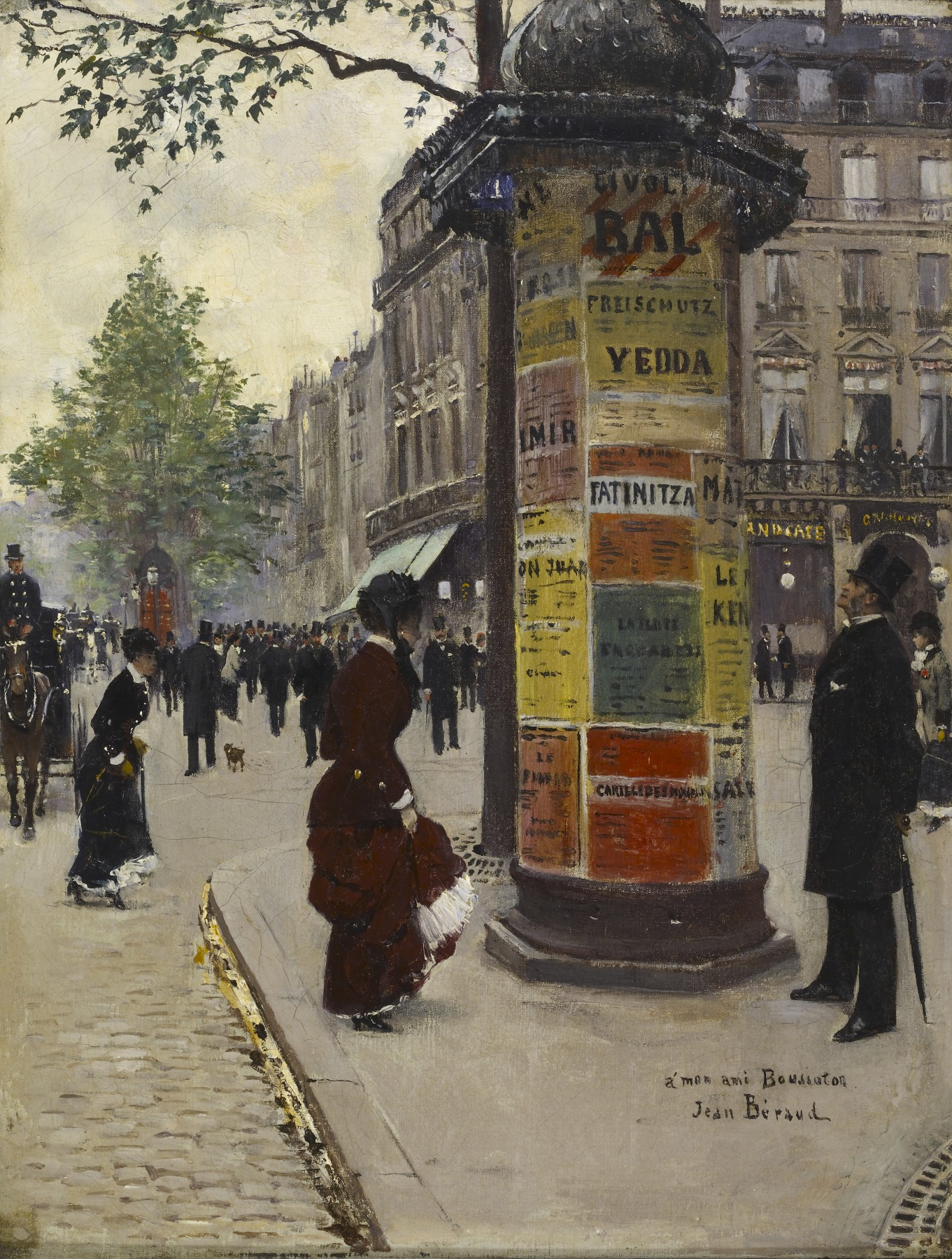
Paris kiosk
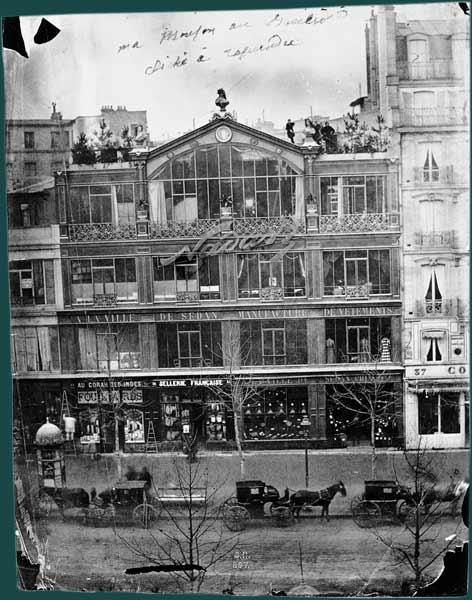
Fotografi av Félix Nadar som visar hans fotoateljé 1874 på 35 Boulevard des Capucines
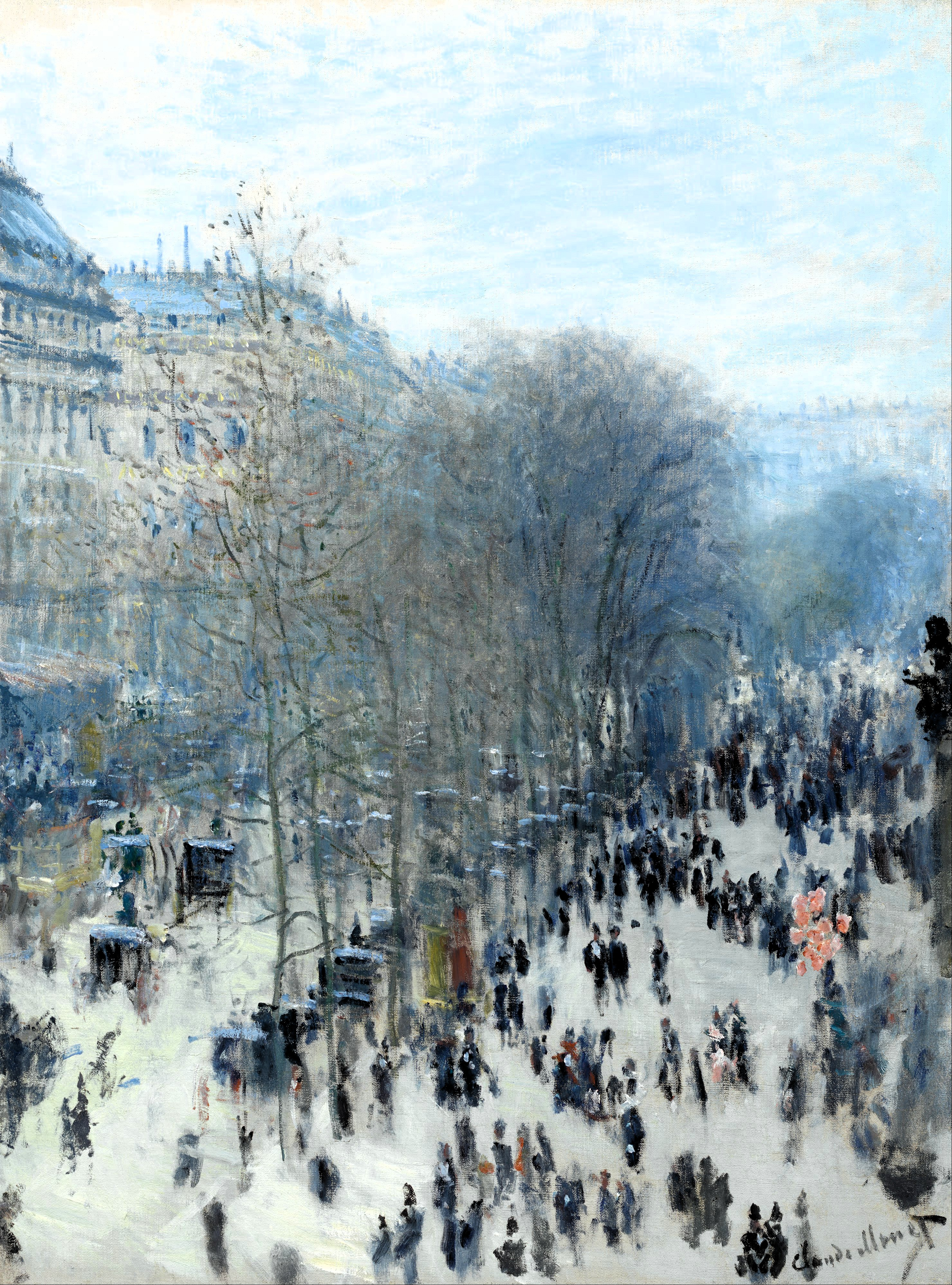
Claude Monets målning Boulevard des Capucines (1873–1874)